# Кочина, Нина Николаевна
Нина Николаевна Кочина (25.03.1927 — 2003) — советский механик и математик, лауреат Государственной премии СССР (1975).
Родилась в Ленинграде, дочь академиков Николая Евграфовича и Пелагеи Яковлевны Кочиных.
Окончила МГУ и его аспирантуру, в 1953 г. защитила кандидатскую диссертацию на тему «Некоторые задачи неустановившегося движения жидкости в пористой среде».
С 1955 г. работала в отделе механики МИАН имени В. А. Стеклова.
Доктор физико-математических наук (1977). Докторская диссертация:
- Нелинейные эффекты в гидродинамике : диссертация … доктора физико-математических наук : 01.02.05. — Москва, 1976. — 294 с. : ил.[2]

Похоронена на Новодевичьем кладбище в Москве рядом с родителями